# Mamady Sidibé
Pour les articles homonymes, voir Sidibé et Mamady Sidibé (homonymie).
Mamady Sidibé est un footballeur international malien né le 18 décembre 1979 à Bamako. Il joue au poste d'attaquant.
Il participe notamment à la Coupe d'Afrique des nations 2008 avec l'équipe du Mali.
Mamady Sidibe est le cousin de Moussa Sidibé, lui aussi footballeur malien.

## Biographie
Le 22 novembre 2012, Sheffield Wednesday, mal classé en deuxième division anglaise, le recrute sous forme de prêt pour un mois.

## Carrière
- 1988-1995 : COM Bagneux 92 ( France)
- 1998-2001 : CA Paris XIVe ( France)
- 2001-2002 : Swansea City ( Pays de Galles)
- 2002-2005 : Gillingham FC ( Angleterre)
- 2005-2013 : Stoke City ( Angleterre)
  - nov. 2012-jan. 2013 : Sheffield Wednesday ( Angleterre) (prêt)
  - fév. 2013-2013 : Tranmere Rovers ( Angleterre) (prêt)
- 2013-déc.2013 : FK CSKA Sofia  Bulgarie[2],[3],[4]

## Carrière internationale
- 14 sélections et 1 but (entre 2002 et 2008)